# Hyliidae
Hyliidae là tên gọi được đề xuất cho một họ chim dạng sẻ mà nếu được công nhận thì có thể sẽ bao gồm 2 loài chim sống trong các khu rừng ẩm thấp nhiệt đới và cận nhiệt đới châu Phi là Hylia prasina và Pholidornis rushiae. Sự tương đồng sinh lý học và chứng cứ DNA ti thể gần đây hỗ trợ mạnh cho điều này.
Hai loài chim biết hót này có kích thước nhỏ và ăn sâu bọ. Chúng sinh sống và thường bắt gặp trong các tầng sát mặt đất của các khu rừng nhiệt đới ẩm thấp.

## Lịch sử phân loại
Chỉ một số ít đơn vị phân loại có thể có hồ sơ về mức độ biến động phân loại học tột bực như chi Pholidornis, với các họ như Dicaeidae, Estrildidae, Hyliidae, Meliphagidae, Nectariniidae, Remizidae và Sylviidae (Sefc et al., 2003 và các nguồn dẫn chiếu trong đó). Mức độ không chắc chắn liên quan tới chi Hylia thì ít tột bực hơn, nhưng các ý kiến thì lại từng rất chia rẽ. Các vị trí từng được ưa thích nhất là trong các họ như Nectariniidae hay Sylviidae, nhưng vị trí trong các họ như Meliphagidae hay Paridae cũng từng được đề xuất.
Chứng cứ hình thái học cho mối quan hệ họ hàng giữa hai chi này bao gồm chóp lưỡi dạng bút lông và xương móng dài với các sừng mang ngoài dẹp, cũng là các đặc trưng gợi ý về mối quan hệ với Nectarinidae.
Các điểm tương đồng này đã làm cho Bates (1930) có cơ sở để tạo ra họ Hyliidae, nhưng điều này dã không được các tác giả sau này chấp nhận rộng khắp, phần lớn trong số đó không coi Pholidornis và Hylia là thành viên của cùng một họ.
Vị trí phát sinh chủng loài của cả Hylia và Pholidornis tiếp tục gây tranh cãi cho tới khi có kết quả phân tích phân tử đầu tiên của Sefc et al. (2003), trong đó chỉ ra rằng chúng có quan hệ họ hàng gần và thuộc về Sylvioidea, được củng cố thêm trong các nghiên cứu đối với Hylia của Beresford et al. (2005), Fuchs et al. (2006), Irestedt et al. (2011) và Fregin et al. (2012). Sefc et al. (2003) cũng nhận thấy Hylia và Pholidornis có quan hệ gần với nhau hơn là quan hệ của cả hai loài này với Aegithalos hay Phylloscopus. Trong thời gian gần đây thì Pholidornis rushiae thường được đặt trong họ Cettiidae (chích bụi điển hình), trong khi vị trí của Hylia prasina là không chắc chắn, nhưng cũng thường được gán vào họ Cettiidae.
Fregin et al. (2012) đặt chúng như là nhóm chị-em với bạc má đuôi dài (họ Aegithalidae), mặc dù với độ hỗ trợ thấp hơn so với điều có thể xảy ra trong thực tế. Nếu chúng thực sự là chị-em với bạc má đuôi dài thì hoàn toàn có thể hợp nhất hai họ này với nhau. Tuy nhiên, Fregin et al. (2012) đã đề xuất phục hồi họ Hyliidae cho Hylia và Pholidornis. chứ không đề xuất hợp nhất chúng vào Aegithalidae.
Marks (2010) phát hiện ra sự tồn tại của 4 (hoặc 5) nhóm kiểu gen đơn bội (haplotype) phân kỳ rõ nét trong phạm vi Hylia prasina, chỉ ra rằng các nghiên cứu phân loại học tiếp theo là cần thiết.